# Рио-Кинто
Рио-Кинто (исп. Río Quinto, также известная под индейским названием Попопис, исп. Río Popopis) — река в центральной части Аргентины, протекает по территории провинций Сан-Луис и Кордова. Длина реки — 375 километров. Площадь водосборного бассейна — 34360 км².
Начинается в горах Сьерра-де-Луис, в водохранилище Ла-Флорида, основными притоками которого являются реки Рио-Гранде и Трапиче. Течёт в общем юго-восточном направлении по аллювиальной песчаной равнине. Теряется в озёрах и болотах местности Баньядос-де-ла-Амарга в юго-восточном углу провинции Кордова.
Ширина долины в верховьях 1 — 1,5 километра, имеется несколько террас, в низовьях расширяется до 3 километров. Расход воды меняется от 4 м³/с в засушливое время года до 22 м³/с во влажный период.
Основные притоки — реки Риесито, Каньяда-Онда, Арройо-Саладильо, Ла-Барранкита и Ла-Петра.
Количество осадков в водосборе реки находится в пределах от 600 до 800 мм, среднегодовая температура — от 14 °C до 17 °C. Ландшафты бассейна Рио-Кинто представлены ксерофильными горными лесами в верховьях реки и полуаридной пампой на остальной, равнинной, территории. Преобладающие виды степной флоры — ковыли (Stipa brachychaeta, Stipa tricotoma и другие), Sporobolus rigens, Panicum urvilleanum, иногда в сочетании с гиалисом серебристым; в лесах основную роль играют Schinopsis haenkeana, Lithraea molleoides, Acacia caven, Prosopis torquata, Celtis sericea.
В долине реки обнаружено крупное местонахождение останков плиоценовых млекопитающих.
Крупнейшие населённые пункты на реке — города Мерседес, Хусто-Даракт, Вилья-Сармьенто.